# Грујица Димитријевић
Грујица (Недељка) Димитријевић (Ресинац, 1884 — Ресинац, 1963) био је српски наредник и командир. Носилац је Карађорђеве звезде са мачевима.

## Биографија
Рођен је 1884. године у селу Ресинцу, срез прокупачки. Борио се у Гвозденом пуку у свим ратовима 1912—1918. године. У рат 1912. године кренуо је као каплар а из ратова изашао као резервни поручник. Војничким орденом КЗм одликован је као наредник и командир десетине у 3. чети 2. батаљона Гвозденог пука за показану храброст на Солунском фронту. Одликован је за подвиг када је са својом десетином на Црној Реци 25. септембра 1916. године први кроз кишу метака, кроз бодљикаву жицу, ускочио у бугарске ровове и омогућио да његова чета уништи бугарски батаљон на челу са потпуковником, зароби 100 војника и др. У борби 6. октобра 1916. године, када је погинуо командир вода, преузима команду над водом и у јуришу код села Славица заробљава 57 бугарских војника. У борбама на злогласној коти 1212 и даље комаднује водом и неочекиваним нападом у бок непријатеља омогућава да се Гвоздени пук прослави заузимањем те коте после чега је пао Битољ. После ових подвига произведен је у чин резервног официра. Са другим пешадијским пуком Књаз Михајло прославиће се храброшћу и пожртвовањем и Грујица Димитријевић, а за то је најбољи доказ што се у Архиву Војноисторијског института налази списак 24 најхрабријих подофицира и војника Другог пешадијског пука, који је саставила команда пука, на захтев команде Прве армије. У најхрабријем пуку српске војске у 24 најхрабријих, под редним бројем 10, налази се и име наредника из резерве Грујице Димитреијевића из Ресинца. Грујица Димитреијевић се увек истицао посебном храброшћу па поред Карађорђеве звезде са мачевима одликован је Златном медаљом за храброст. Такође је носилац и свих споменица из ратова 1012.-1918. године. Из рата је изашао као резервни официр у чину поручника. После ратова вратио се у село Ресинац, где је као земљорадник обрађивао своје имање до 1941. године. Други светски рат га је затекао као резервног капетана, мобилисаног и распоређеног у Војној болници у Загребу. Као резервни официр заробљен је у загребачкој војној болници и Други светски рат провео је у заробљеништву. Из заробљеништва се вратио у Ресинац и живео на свом имању до 1963. године — када је умро у 79. години, цењен и поштован у свој околини. Сахрањен је на сеоском гробљу.